# Hemlig agent (film)
Hemlig agent (fransk originaltitel: Les femmes de l'ombre) är en fransk film från 2008 om kvinnliga motståndare mot nazismen under andra världskriget regisserad av Jean-Paul Salomé. Salomé inspirerades av en dödsruna i The Times över Lise Villameur(en), en av få erkända hjältinnor i underrättelsetjänsten.

## Handling
Fem kvinnor tränas av den brittiska underrättelsetjänsten för att säkerställa dagen D.

## Agenterna
- Louise Desfontaine, spelad av Sophie Marceau, ledaren av kvinnostyrkan. Hon är prickskytt och änka till en motståndsledare som avrättades framför hennes ögon. Hon flyr till London fast besluten att göra sin del i fighten mot Nazityskland. Trots hennes brors protester blir hon rekryterad av "English Special Operations Executive", SOE, för att skydda planerna för dagen D.

- Gaëlle Lemenech, spelad av Déborah François, styrkans sprängämnesexpert. Gaëlle jobbar för De Gaulle i London och längtar efter att något ska hända. Hon ser uppdraget i Frankrike som hennes skyldighet och öde. Efter att ha hjälpt styrkan att slutföra första delen av uppdraget slår en agents hårda verklighet emot henne när hon blir tillfångatagen och torterad.

- Jeanne, spelad av Julie Depardieu, en tuff ex-prostituerad som inte tvekar inför att döda. Hon dödade sin hallick, men räddas från sitt dödsstraff av Louise och blir den första rekryten till styrkan. Cynisk och "gatsmart" som hon är försöker hon få uppdraget att bli något som hon vinner på personligen, men inspirationen från Louise och de andra driver henne till den ultimata uppoffringen.

- Suze, spelad av Marie Gillain, en före detta dansös och uppdragets hemliga vapen. Suze flydde från Paris för att slippa gifta sig med sin älskare, den tyske översten Heindrich. Louise hittar henne i London och praktiskt taget utövar utpressning för att få med henne i styrkan. Suze är rädd, inte speciellt bra med vapen och gör vad som helst för att slippa åka tillbaka till Frankrike, men hon är viktig för att uppdraget ska lyckas.

- Maria, spelad av Maya Sansa, en italiensk grevinna som jobbar undercover med Franska motståndsrörelsen. Marias familj förlorades i händerna på nazisterna. Hon jobbar undercover med motståndarna i Normandie och hennes radiorapporter levererar viktigt information i förberedandet för invasionen av Frankrike.